# Homoeoscelis
Homoeoscelis är ett släkte av kräftdjur som beskrevs av Hansen 1897. Homoeoscelis ingår i familjen Nicothoidae.
Släktet innehåller bara arten Homoeoscelis minuta.